# Nesbyen

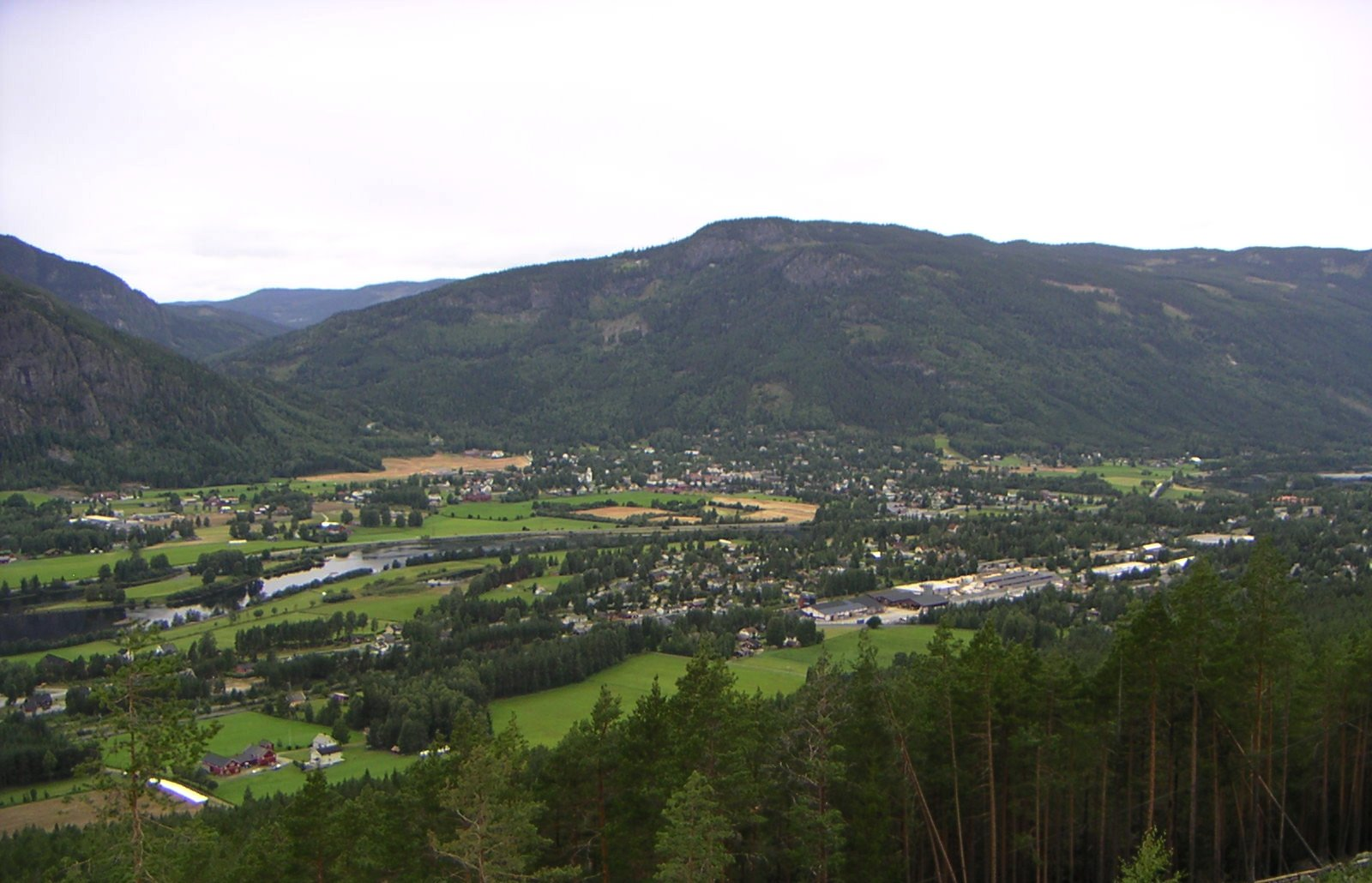
Nesbyen.

Nesbyen es un pequeño pueblo, el centro administrativo del municipio de Nes en la provincia de Buskerud, Noruega. Forma parte del distrito tradicional de Hallingdal. Tiene alrededor de 3500 habitantes, ubicado en el medio de Noruega meridional y una parada de ferrocarril a lo largo de la línea entre Oslo y Bergen.
Está documentado como el lugar en el que se ha producido la más alta temperatura en Noruega, con un récord de temperatura en Noruega, con 35,6 °C. Gracias a los ingresos de las estaciones hidroeléctricas en la zona, la pequeña ciudad es muy adinerada. Las actividades al aire libre en la zona son: golf, esquí, natación y el senderismo.